# Hydroporus kasyi
Hydroporus kasyi är en skalbaggsart som beskrevs av Wewalka 1984. Hydroporus kasyi ingår i släktet Hydroporus och familjen dykare. Inga underarter finns listade i Catalogue of Life.